# Nothing Else Matters
Nothing Else Matters è un singolo del gruppo musicale statunitense Metallica, pubblicato il 20 aprile 1992 come terzo estratto dal quinto album in studio Metallica.

## Descrizione
Il frontman James Hetfield dedicò inizialmente questo brano alla sua prima ragazza. La considerava una canzone molto personale e non era intenzionato a pubblicarla, ma quando il batterista Lars Ulrich la sentì, la volle a tutti i costi in Metallica.
L'introduzione è un arpeggio in Mi minore che comincia con le corde (a vuoto) Mi, Sol, Si e Mi cantino. All'inizio si disse che Hetfield avesse iniziato a comporre la canzone mentre era al telefono con la sua fidanzata e avesse dunque solo una mano libera; tutto ciò venne poi confermato dallo stesso nel DVD Classic Albums. Tra l'altro si tratta di una delle poche canzoni in cui il gruppo si cimenta con il tempo in 6/8, cosa rara nelle loro canzoni, solitamente in 4/4.

## Video musicale
Il videoclip, diretto da Adam Dubin, venne pubblicato il 25 febbraio 1992 e mostra un collage di filmati che mostrano le sessioni della registrazione del brano ed altri tratti dal DVD A Year and a Half in the Life of Metallica. Il video suscitò alcune polemiche per via di una scena in cui si vede Lars Ulrich che getta una freccetta su un poster di Kip Winger, allora noto come leader della band Winger.

## Tracce
Testi e musiche di James Hetfield e Lars Ulrich, eccetto dove indicato.
CD, 12"
1. Nothing Else Matters – 6:33
2. Enter Sandman (Live) – 5:25 (James Hetfield, Lars Ulrich, Kirk Hammett)
3. Harvester of Sorrow (Live) – 6:51
4. Nothing Else Matters (Demo) – 5:52

CD singolo – Live at Wembley Stadium, London, April 20th, 1992
1. Enter Sandman – 5:39 (James Hetfield, Lars Ulrich, Kirk Hammett)
2. Sad but True – 5:30
3. Nothing Else Matters – 6:17

- Questa versione fu pubblicata il 27 aprile 1992 e contiene i tre brani eseguiti durante il Freddie Mercury Tribute Concert.[14]

7"
- Lato A

1. Nothing Else Matters – 6:32

- Lato B

1. Enter Sandman (Live) – 5:25 (James Hetfield, Lars Ulrich, Kirk Hammett)

## Formazione
Gruppo
- James Hetfield – chitarre, voce
- Lars Ulrich – batteria
- Jason Newsted – basso

Produzione
- Bob Rock – produzione
- James Hetfield – produzione
- Lars Ulrich – produzione
- Randy Staub – ingegneria del suono
- Mike Tacci – ingegneria del suono
- George Marino – mastering

## Classifiche

### Classifiche settimanali
| Classifica (1992)             | Posizione massima |
| ----------------------------- | ----------------- |
| Australia                     | 8                 |
| Austria                       | 6                 |
| Belgio (Fiandre)              | 5                 |
| Canada                        | 41                |
| Danimarca                     | 23                |
| Finlandia                     | 14                |
| Francia                       | 10                |
| Germania                      | 9                 |
| Irlanda                       | 6                 |
| Italia                        | 7                 |
| Norvegia                      | 3                 |
| Nuova Zelanda                 | 11                |
| Paesi Bassi                   | 4                 |
| Regno Unito                   | 6                 |
| Stati Uniti                   | 34                |
| Stati Uniti (mainstream rock) | 11                |
| Svezia                        | 12                |
| Svizzera                      | 5                 |
| Classifica (2014)             | Posizione massima |
| Regno Unito (rock & metal)    | 3                 |

### Classifiche di fine anno
| Classifica (1992) | Posizione |
| ----------------- | --------- |
| Australia         | 69        |
| Belgio (Fiandre)  | 34        |
| Germania          | 26        |
| Paesi Bassi       | 21        |
| Svizzera          | 12        |

## Cover
A causa della sua popolarità, il brano è stato oggetto di molte cover, sia di artisti heavy metal che non: tra i tanti ci sono gli Apocalyptica e i Die Krupps (per degli album tributo), Bif Naked, gli Angels of Venice, la cantante pop Lucie Silvas e dal gruppo nu metal Staind. Nota anche una versione del DJ olandese Zany assieme a MCDV8. Esiste anche una versione corale del gruppo belga Scala & Kolacny Brothers; inoltre è stata cantata da Shakira durante il The Sun Comes Out World Tour.
La canzone è stata anche riprodotta, con il testo completamente modificato, in lingua italiana dal cantautore Marco Masini, con il titolo E chi se ne frega, nell'album del 2001 Uscita di sicurezza.
Nel 2021 Miley Cyrus ha realizzato una propria versione del brano in collaborazione con Elton John al pianoforte e con gli stessi Metallica.

## Versioni alternative

### Elevator Version
Del brano esiste una versione acustica denominata "Elevator Version", presente come b-side all'interno del singolo Sad but True. Questa versione differisce dall'originale per l'assenza totale delle chitarre elettriche (rimpiazzate da quelle acustiche, compreso anche per l'assolo), dal basso e dalla batteria. Rimangono perciò la sola voce di Hetfield e le orchestrazioni di Kamen.

### Nothing Else Matters '99
Nothing Else Matters venne ripubblicato il 22 novembre 1999 come il primo singolo estratto dall'album dal vivo S&M, disco realizzato con la San Francisco Symphony Orchestra.
Il singolo contiene come b-side la versione orchestrale di For Whom the Bell Tolls e il brano inedito - Human.

#### Tracce
Testi e musiche di James Hetfield e Lars Ulrich, eccetto dove indicato.
CD singolo (Australia)
1. Nothing Else Matters – 6:47
2. Nothing Else Matters (Video) – 6:23

CD singolo (Europa)
1. Nothing Else Matters – 6:47
2. - Human – 4:19

CD maxi-singolo (Europa)
1. Nothing Else Matters – 6:47
2. For Whom the Bell Tolls – 4:52 (James Hetfield, Lars Ulrich, Cliff Burton)
3. - Human – 4:19
4. Nothing Else Matters (Video) – 6:23

#### Formazione
Gruppo
- James Hetfield – voce, chitarra
- Lars Ulrich – batteria
- Kirk Hammett – chitarra
- Jason Newsted – basso

Altri musicisti
- Michael Kamen – orchestrazione, direzione

#### Classifiche
| Classifica (2000) | Posizione massima |
| ----------------- | ----------------- |
| Australia         | 28                |
| Belgio (Fiandre)  | 1                 |
| Belgio (Vallonia) | 33                |
| Germania          | 2                 |
| Italia            | 43                |
| Paesi Bassi       | 3                 |
| Svizzera          | 4                 |

### Versione diS&M2
Il 15 luglio 2020 il gruppo ha reso disponibile una versione dal vivo di Nothing Else Matters eseguita con la San Francisco Symphony, pubblicandola come secondo singolo estratto dall'album dal vivo S&M2.

#### Tracce
Download digitale – 1ª versione
1. Nothing Else Matters (Live) – 6:39

Download digitale – 2ª versione
1. Nothing Else Matters (Live / Radio Edit) – 4:27

#### Formazione
Metallica
- James Hetfield – chitarra, voce
- Lars Ulrich – batteria
- Kirk Hammett – chitarra
- Robert Trujillo – basso

San Francisco Symphony
- Edwin Outwater – direzione
- Michael Tilson Thomas – concettualizzazione aggiuntiva
- Bruce Coughlin – arrangiamento
- Michael Kamen – arrangiamento
- Nadya Tichman – primo violino
- Jeremy Constant – primo violino
- Mariko Smiley – primo violino
- Melissa Kleinbart – primo violino
- Sarn Oliver – primo violino
- Naomi Kazama Hull – primo violino
- Victor Romasevich – primo violino
- Yun Chu – primo violino
- Yukiko Kurakata – primo violino
- Katie Kadarauch – primo violino
- Jessie Fellows – secondo violino
- Polina Sedukh – secondo violino
- David Chernyavsky – secondo violino
- Raushan Akhmedyarova – secondo violino
- Chen Zhao – secondo violino
- Adam Smyla – secondo violino
- Sarah Knutson – secondo violino
- Yuna Lee – secondo violino
- Yun Jie Liu – viola
- John Schoening – viola
- Christian King – viola
- Gina Cooper – viola
- David Gaudry – viola
- Matthew Young – viola
- David Kim – viola
- Nanci Severance – viola
- Amos Yang – violoncello
- Margaret Tait – violoncello
- Jill Rachuy Brindel – violoncello
- Stephen Tramontozzi – violoncello
- Shu-Yi Pai – violoncello
- Richard Andaya – violoncello
- Miriam Perkoff – violoncello
- Adelle-Akiko Kearns – violoncello
- Scott Pingel – contrabbasso
- Daniel G. Smith – contrabbasso
- S. Mark Wright – contrabbasso
- Charles Chandler – contrabbasso
- Chris Gilbert – contrabbasso
- William Ritchen – contrabbasso
- Robin McKee – flauto
- Linda Lukas – flauto
- Catherine Payne – flauto
- James Button – oboe
- Pamela Smith – oboe
- Russ deLuna – oboe
- Luis Baez – clarinetto
- David Neuman – clarinetto
- Jerome Simas – clarinetto
- Stepehn Paulson – fagotto
- Rob Wer – fagotto
- Steven Braunstein – fagotto
- Robert Ward – corno
- Jonathan Ring – corno
- Bruce Roberts – corno
- Daniel Hawkins – corno
- Chris Cooper – corno
- Joshua Paulus – corno
- Jeff Garza – corno
- Aaron Schuman – tromba
- Joseph Brown – tromba
- Robert Giambruno – tromba
- John Freeman – tromba
- Timothy Higgins – trombone
- Nick Platoff – trombone
- John Engelkes – trombone
- Jeff Budin – trombone
- Jeffrey Anderson – tuba
- Edwan Stephan – timpani
- Jacob Nissly – percussioni
- James Lee Wyatt III – percussioni
- Tom Hemphill – percussioni
- Robert Klieger – percussioni
- Douglas Rioth – arpa
- Marc Shapiro – tastiera

Produzione
- Greg Fidelman – produzione, missaggio
- James Hetfield – produzione
- Lars Ulrich – produzione
- John Harris – registrazione
- Jay Vicari – registrazione
- Brian Flanzbaum – registrazione
- Sara Lyn Killion – ingegneria del suono, montaggio
- Dan Monti – ingegneria del suono, montaggio
- Jim Monti – ingegneria del suono, montaggio
- Jason Gossman – ingegneria del suono, montaggio
- Kent Matcke – ingegneria del suono, montaggio
- Billy Joe Bowers – ingegneria del suono, montaggio
- Bob Ludwig – mastering